# Diploschistes gyrophoricus
Diploschistes gyrophoricus är en lavart som beskrevs av Lumbsch & Elix 1989. Diploschistes gyrophoricus ingår i släktet Diploschistes och familjen Thelotremataceae.   Inga underarter finns listade i Catalogue of Life.